# Columnea silvarum
Columnea silvarum är en tvåhjärtbladig växtart som beskrevs av Conrad Vernon Morton. Columnea silvarum ingår i släktet Columnea och familjen Gesneriaceae. Inga underarter finns listade i Catalogue of Life.